# Pont-restaurant
Un pont-restaurant est un restaurant bâti comme un pont au-dessus d'une voie de circulation routière (typiquement une autoroute). Il est de ce fait habituellement accessible par les deux côtés de la voie. La construction attire l'attention des automobilistes, qui localisent ainsi facilement l'aire de repos.

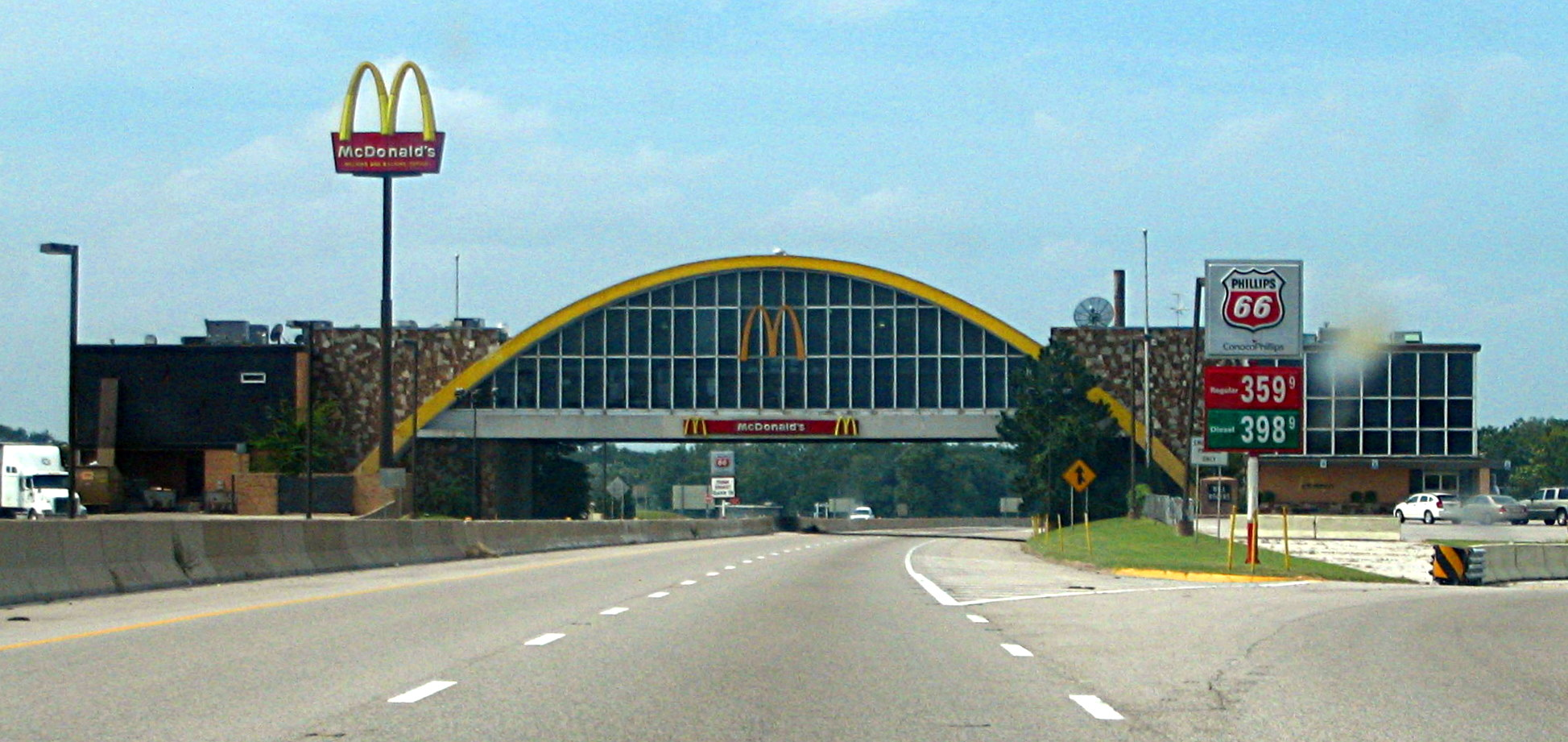
Le premier pont-restaurant du monde à Vinita, Oklahoma, États-Unis, construit en 1957.

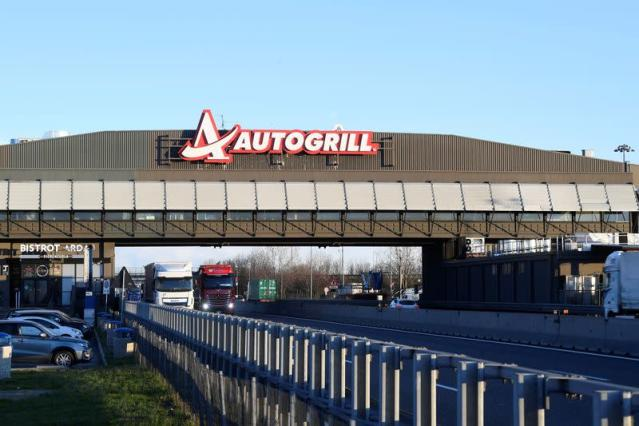
Le premier pont-restaurant d'Europe à Fiorenzuola d'Arda, Italie, construit en 1959.

## Autoroutes

### États-Unis
Le premier pont-restaurant est bâti en 1957 au-dessus de la Will Rogers Turnpike (en), à Vinita, aux États-Unis. L'idée est reprise en 1958 avec la construction de cinq ponts-restaurants au long de la North Illinois Tolway, inaugurés en 1959. La poursuite de l'exploitation de ce concept aux États-Unis est freinée par le Code 23 article 111 qui interdit les activités commerciales sur les aires de repos des autoroutes inter-États. Malgré cette législation le pont-restaurant Lincoln Oasis est ouvert en 1967.

### Italie
En 1959, l'architecte italien Angelo Bianchetti introduit le concept en Europe avec un pont-restaurant construit en à peine plus de six mois à Fiorenzuola d'Arda pour la chaîne Pavesi. La chaîne concurrente Motta reprend l'idée à Cantagallo en 1961.
En 1962, à l'occasion de travaux pour la mise aux normes de l'Autostrada Serenissima, Pavesi remplace ses restaurants de Novare et Bergame par des ponts-restaurants situés à Novare et Osio. Entre 1959 et 1972 quatorze ponts-restaurants seront réalisés en Italie, douze pour Pavesi et deux pour Motta. Bianchetti construit neuf ponts-restaurants pour son mandant, la chaîne alimentaire italienne Pavesi, et trois autres (à Chianti, Dorno et Serravalle Pistoiese) sont construits par d'autres architectes. Motta construit son deuxième pont-restaurant sur l'aire de Limena en 1967.
En 1974, les autoroutes italiennes sont fortement affectées par le premier choc pétrolier et plus aucun pont-restaurant n'est construit. En 2012, il reste treize ponts-restaurants en Italie.

### Ailleurs en Europe
Inspiré par l'exemple italien, le concept se répand dans d'autres pays européens en même temps que la modernisation des réseaux routiers. La M6, première autoroute de Grande-Bretagne, est équipée d'aires de service (Motorway service areas, ou MSA). Alors que de nombreuses MSA britanniques disposent d'une passerelle pour traverser les voies, seuls cinq ponts-restaurants sont construits, tous au début des années 1960. La M6 en a obtenu trois, un a été construit à Farthing Corner au-dessus de la M2, et le dernier est inauguré en 1966 à Leicester Forest East au-dessus de la M1. La construction des ponts-restaurants en Grande-Bretagne a été stoppée pour trois raisons : à cause des risques d'incendie, car ils étaient considérés comme des obstacles pour l'élargissement des voies de circulation dans l'avenir, et parce que les conducteurs ne se reposeraient pas en contemplant le trafic routier.
En Allemagne, deux ponts-restaurants ont été construits. Le premier a ouvert en 1967 au passage de la frontière interallemande Rudolphstein/Hirschberg, sur la Bundesautobahn 9 ; depuis le restaurant, les visiteurs profitaient d'une vue sur le rideau de fer. Le deuxième a été construit  à Holdorf en 1969, sur l'aire de Dammer Berge, au-dessus de l'A1. Construire des ponts-restaurants en Allemagne était plus cher que construire un restaurant de chaque côté de la voie. En raison de la longueur des ponts, de nombreuses installations, comme les toilettes, les cuisines et les réserves devaient être construites en double, il a donc été décidé qu'il était trop cher d'en construire d'autres sur les autoroutes allemandes. En Belgique, le concept est répandu et reste utilisé pour les nouvelles aires. Au début des années 1970, Jacques Borel reproduit le concept pour ses restoroutes en France et Mövenpick suit en Suisse en 1972. Les Pays-Bas suivront en 1980 avec l'aire de Ruygen Hoek, près de l'aéroport d'Amsterdam-Schiphol. La Scandinavie a construit son premier pont-restaurant au milieu des années 1980.

## Autres routes
Il existe des ponts-restaurants en dehors des autoroutes. À Oldenzaal (Pays-Bas) et Berlin (Allemagne) ils sont construits au-dessus des boulevards. La Haus der Deutschen Weinstraße est construite au-dessus d'une route à deux voies, avec une entrée sur un seul côté de la route. Le plus petit pont-restaurant est situé à Kufstein en Autriche, où un ancien pont de service du XVe siècle dans une rue de la vieille ville a été réaménagé en restaurant avec seulement deux places.

## Construction
Les ponts-restaurants américains sont tous plus ou moins des répliques d'une même conception basée sur le pont en arc, à l'exception du Lincoln Oasis. Ce dernier, conçu par David Haid, utilise un châssis en acier avec une façade de verre inspirés des ponts-restaurants italiens d'Arda et Cantagallo. Les Oasis de l'Illinois ont été rénovés en 2003 et se ressemblent tous aujourd'hui alors que les ponts-restaurants européens ont pratiquement tous des designs originaux.

### Cadre en acier
Les deux premiers ponts-restaurants italiens de Fiorenzuola d'Arda et Cantagallo étaient conçus avec deux bâtiments d'accès en béton armé posés de chaque côté de la voie, lesquels supportaient le tablier construit avec un cadre en acier.
Le restaurant de Cantagallo, détruit par un incendie en 1981, a été reconstruit comme un pont en béton armé.

### Béton
En 1961, Bianchetti commence à utiliser le béton armé pour le tablier, il conçoit un pont-restaurant en béton armé pour l'aire de Novara en 1962. Cette conception sera ensuite reprise pour l'aire d'Osio, aujourd'hui Brembo. Les deux ponts-restaurants de Toscane, à Serravalle Pistoiese et Chianti, et celui de l'aire de Dorno, ont été conçus par d'autres architectes, avec différents designs pour chaque site. En 1962, l'architecte Carlo Casati introduit le béton précontraint dans son projet pour Dorno.
En 1963 et 1964 Bianchetti construit deux ponts-restaurants spécialement conçus au sud et au nord de Rome. En 1967, un restaurant au design unique est construit par les architectes Melchiorre Bega et Pier Luigi Nervi pour l'aire de Limena, celui-ci est construit comme une boîte en béton dont les murs présentent des fenêtres octogonales.
En 1969, les architectes allemands Paul Wolters et Manfred Bock combinent un tablier en béton précontraint et une partie haute faite d'un cadre en acier pour l'aire de Dammer Berge.
Les ponts-restaurants britanniques sont tous construits en béton armé et sont tous dessinés indépendamment en fonction de leur site de construction.

### Deux niveaux
L'étape suivante pour Bianchetti est un pont à deux niveaux comprenant un étage pour le restaurant et un second pour des boutiques. Pour l'aire de Montepulciano, il a utilisé la technique de la structure en acier déjà mise en œuvre à Arda et à Cantagallo ; sa conception est exceptionnelle en raison de la construction en porte-à-faux qui peut être vue de l'extérieur. Le dernier design de Bianchetti est un pont sur deux niveaux en béton qui a été construit sur l'aire de Soave en 1969, à l'est de Vérone, et sur l'aire d'Alfaterna en 1971, au sud de Nocera Inferiore. Le niveau supérieur à Alfaterna hébergeait un motel mais ce pont a été démoli.
En Suisse, les ponts-restaurants de Würenlos (1972) et Knonauer Amt (2009), sont aussi à deux niveaux.

### Remarques
Les restaurants de Würenlos (Suisse) et Nyköpingsbro (Suède) sont construits comme des ponts à haubans. Le pont-restaurant de Pratteln, conçu par l'agence Casoni & Casoni de Bâle, est unique pour sa façade en fibre de verre. En Scandinavie et en Illinois les parkings sont au même niveau que le pont.
À l'exception de Frascati, Ayer Keroh et Petroport, les ponts-restaurants ont leurs entrées situées au rez-de-chaussée, les clients accèdent au restaurant par des escaliers, escaliers mécaniques ou ascenseurs.

## Liste de ponts-restaurants[16]
| Pays           | Aire de service                   | Route                           | Date de construction | Coordonnées                       |                   |
| -------------- | --------------------------------- | ------------------------------- | -------------------- | --------------------------------- | ----------------- |
| Suède          | Gävle Bro                         | E4                              | 1987                 | 60° 38′ 56″ N, 17° 07′ 08″ E      |                   |
| Norvège        | Holmestrand                       | E18                             |                      | 59° 30′ 50,7″ N, 10° 12′ 10″ E    |                   |
| Suède          | Nyköpingsbro                      | E4                              | 1986                 | 58° 44′ 56″ N, 16° 55′ 14,9″ E    |                   |
| Royaume-Uni    | Charnock Richard services         | M6                              | 1963                 | 53° 37′ 52,2″ N, 2° 41′ 28″ O     |                   |
| Royaume-Uni    | Knutsford services                | M6                              | 1963                 | 53° 18′ 02″ N, 2° 24′ 06″ O       |                   |
| Royaume-Uni    | Keele services                    | M6                              | 1963                 | 52° 59′ 35″ N, 2° 17′ 21,9″ O     |                   |
| Royaume-Uni    | Leicester forest services         | M1                              | 1966                 | 52° 37′ 07,4″ N, 1° 12′ 21,6″ O   |                   |
| Allemagne      | Dammer Berge                      | A1                              | 1969                 | 52° 32′ 24″ N, 8° 06′ 49″ E       |                   |
| Allemagne      | ICC-Berlin                        | Messedamm                       | 02.04.1979           | 52° 30′ 16″ N, 13° 16′ 46″ E      |                   |
| Pays-Bas       | Oldenzaal                         |                                 |                      | 52° 17′ 47,4″ N, 6° 55′ 25,2″ E   |                   |
| Pays-Bas       | Den Ruygen Hoek                   | A4                              | 18.12.1980           | 52° 15′ 36″ N, 4° 41′ 17″ E       |                   |
| Royaume-Uni    | Medway services                   | M2                              | 01.11.1963           | 51° 20′ 26,3″ N, 0° 36′ 26,4″ E   |                   |
| Belgique       | Gierle                            | E34                             |                      | 51° 17′ 30,8″ N, 4° 52′ 19,2″ E   |                   |
| Belgique       | Silly                             | A8                              |                      | 50° 41′ 01,4″ N, 3° 53′ 51,4″ E   |                   |
| Belgique       | Barchon                           | A3                              |                      | 50° 39′ 13,9″ N, 5° 42′ 38″ E     |                   |
| Belgique       | Orival                            | A7                              | 2001                 | 50° 36′ 53,6″ N, 4° 18′ 01,3″ E   |                   |
| Belgique       | Verlaine                          | A15                             |                      | 50° 35′ 34,6″ N, 5° 18′ 13,3″ E   |                   |
| Allemagne      | Frankenwald                       | A9                              | 1967                 | 50° 24′ 19″ N, 11° 46′ 25″ E      |                   |
| Belgique       | Wanlin                            | A4                              | 1995                 | 50° 08′ 34,8″ N, 5° 04′ 43,2″ E   |                   |
| Belgique       | Arlon                             | A4                              |                      | 49° 38′ 35,6″ N, 5° 49′ 41,8″ E   |                   |
| Allemagne      | Haus der Deutschen Weinstraße     | Deutsche Weinstraße             | 1995                 | 49° 36′ 33″ N, 8° 10′ 53″ E       |                   |
| France         | Verdun Saint Nicolas (Haudiomont) | A4                              |                      | 49° 07′ 09,2″ N, 5° 30′ 34,3″ E   |                   |
| France         | Nemours                           | A6                              | 1969                 | 48° 15′ 45,6″ N, 2° 43′ 19,2″ E   |                   |
| France         | Orléans-Saran                     | A10                             | 1975                 | 47° 58′ 36″ N, 1° 51′ 32,4″ E     |                   |
| Autriche       | Auracher Löchl                    | Römerhofgasse, Kufstein         |                      | 47° 34′ 56″ N, 12° 10′ 05,8″ E    |                   |
| Suisse         | Pratteln                          | A3                              | 26.10.1978           | 47° 31′ 39″ N, 7° 42′ 03″ E       |                   |
| Suisse         | Würenlos                          | A1                              | 13.05.1972           | 47° 26′ 17,5″ N, 8° 20′ 51″ E     |                   |
| Suisse         | Knonauer Amt                      | A4                              | 11.13.2009           | 47° 16′ 18,5″ N, 8° 26′ 16,5″ E   |                   |
| France         | Beaune-Merceuil                   | A6                              | 29.10.1970           | 46° 57′ 40″ N, 4° 50′ 11,2″ E     |                   |
| France         | Rungis-Pondorly                   | autoroute A106                  | 1968                 |                                   |                   |
| Slovénie       | Šentilj                           | A1                              |                      | 46° 41′ 08″ N, 15° 39′ 00,2″ E    |                   |
| France         | Saint Albain                      | A6                              | 24.07.1971           | 46° 25′ 10″ N, 4° 51′ 55,2″ E     |                   |
| Italie         | Brembo - Osio                     | A4                              | 1962                 | 45° 37′ 54″ N, 9° 35′ 55,4″ E     |                   |
| Italie         | Sebino - Erbusco                  | A4                              | 1962                 | 45° 35′ 37,3″ N, 9° 57′ 53,8″ E   |                   |
| Italie         | Novara                            | A4                              | 1962                 | 45° 28′ 05,9″ N, 8° 39′ 24″ E     |                   |
| Italie         | Limena                            | A4                              | 02.04.1967           | 45° 26′ 54″ N, 11° 50′ 41″ E      |                   |
| Italie         | Scaligera - Soave                 | A4                              | 1969                 | 45° 24′ 38,4″ N, 11° 13′ 57,8″ E  |                   |
| Italie         | Dorno                             | A7                              | 11.05.1964           | 45° 08′ 52,8″ N, 8° 59′ 29,4″ E   |                   |
| Italie         | Fiorenzuola d'Arda                | A1                              | 29.12.1959           | 44° 57′ 44,4″ N, 9° 54′ 18,4″ E   |                   |
| Italie         | Cantagallo                        | A1                              | 29.04.1961           | 44° 27′ 21,6″ N, 11° 16′ 48″ E    |                   |
| Italie         | Serravalle Pistoiese              | A11                             | 1962                 | 43° 53′ 28,1″ N, 10° 49′ 31,2″ E  |                   |
| Italie         | Chianti - Ripoli                  | A1                              | 1962                 | 43° 43′ 45,2″ N, 11° 19′ 59,9″ E  |                   |
| France         | Lançon-Provence                   | A7                              |                      | 43° 35′ 21,6″ N, 5° 11′ 25,2″ E   |                   |
| Espagne        | Arrigorriaga                      | AP-68                           |                      | 43° 11′ 26″ N, 2° 53′ 47″ O       |                   |
| Italie         | Montepulciano                     | A1                              | 1967                 | 43° 08′ 09″ N, 11° 51′ 51,5″ E    |                   |
| Espagne        | La Jonquera                       | E15                             |                      | 42° 24′ 22,6″ N, 2° 52′ 21,2″ E   |                   |
| Espagne        | Porta Cerdanya                    | E9                              |                      | 42° 20′ 44,5″ N, 1° 49′ 58,3″ E   |                   |
| États-Unis     | Lake Forest Oasis                 | Interstate 94                   | 1959                 | 42° 15′ 10,6″ N, 87° 54′ 04,8″ O  |                   |
| États-Unis     | Belvidere Oasis                   | Interstate 90                   | 1959                 | 42° 14′ 00,3″ N, 88° 50′ 04,4″ O  |                   |
| Italie         | Feronia                           | A1                              | 1964                 | 42° 08′ 06,1″ N, 12° 36′ 07″ E    |                   |
| États-Unis     | Des Plaines Oasis                 | Interstate 90                   | 1959                 | 42° 00′ 52,9″ N, 87° 55′ 35,3″ O  |                   |
| États-Unis     | O'Hare Oasis                      | Interstate 294                  | 1959                 | 41° 57′ 02″ N, 87° 52′ 56,9″ O    |                   |
| Italie         | Frascati                          | E 821                           | 1963                 | 41° 49′ 54,7″ N, 12° 39′ 23,5″ E  |                   |
| États-Unis     | Hinsdale Oasis                    | Interstate 294                  | 1959                 | 41° 47′ 00,6″ N, 87° 54′ 28,3″ O  |                   |
| États-Unis     | Abraham Lincoln Oasis             | Interstate 80                   | 1967                 | 41° 34′ 43,3″ N, 87° 35′ 56,6″ O  |                   |
| Espagne        | Lleida                            | E90                             |                      | 41° 32′ 33,6″ N, 0° 38′ 15,8″ E   |                   |
| Espagne        | El Penedes                        | E90                             |                      | 41° 17′ 19,3″ N, 1° 35′ 32,2″ E   |                   |
| Italie         | Alfaterna                         | A3                              | 1971                 | 40° 43′ 58,1″ N, 14° 40′ 44,4″ E  |                   |
| Espagne        | La Plana                          | E15                             |                      | 39° 51′ 52″ N, 0° 07′ 21″ O       |                   |
| Corée du Nord  | Sohung (Hungsu-ri)                | AH 1 (Pyongyang - DMZ (-Séoul)) |                      | 38° 28′ 04,1″ N, 126° 04′ 03,1″ E |                   |
| Grèce          | Sirios - Malakasa                 | A1                              |                      | 38° 15′ 21,6″ N, 23° 45′ 00″ E    |                   |
| États-Unis     | Vinita, Oklahoma                  | Will Rogers Turnpike (en)       | 1957                 | 36° 37′ 23,9″ N, 95° 08′ 52,9″ O  | VinitaMCD Parking |
| Malaisie       | Sungai Buloh                      | E1 (AH 2)                       |                      | 3° 11′ 19,3″ N, 101° 35′ 10,7″ E  |                   |
| Malaisie       | Subang Jaya                       | E6                              |                      | 3° 01′ 32,3″ N, 101° 34′ 32,2″ E  |                   |
| Malaisie       | Ayer Keroh                        | E2 (AH 2)                       |                      | 2° 23′ 54,5″ N, 102° 13′ 15,7″ E  |                   |
| Afrique du Sud | Petroport                         | N1                              |                      | 25° 36′ 59,8″ S, 28° 16′ 41,8″ E  |                   |
| Afrique du Sud | Midrand                           | N1                              |                      | 25° 58′ 49,4″ S, 28° 07′ 34,6″ E  |                   |
| Chili          | Peñaflor                          | AP-78                           | 1998                 | 33° 38′ 03,4″ S, 70° 52′ 08,3″ O  |                   |

## Divers
Les restaurants du Nový Most de Bratislava (inauguré en 1972), ou de l'Esplanade Riel à Winnipeg (inauguré en 2003) pourraient être considérés comme des « ponts-restaurants », mais il s'agit de ponts « normaux » traversant des rivières et dotés d'un restaurant, pas de constructions dédiées uniquement à la restauration. Le pont Anshun, qui chevauche le fleuve Jingjiang à Chengdu, inauguré en 2003, abrite le Veranda bridge restaurant.
La ville serbe de Valjevo possède également un petit restaurant avec une terrasse sur un pont en bois construit à cet effet au-dessus de la rivière Gradac.

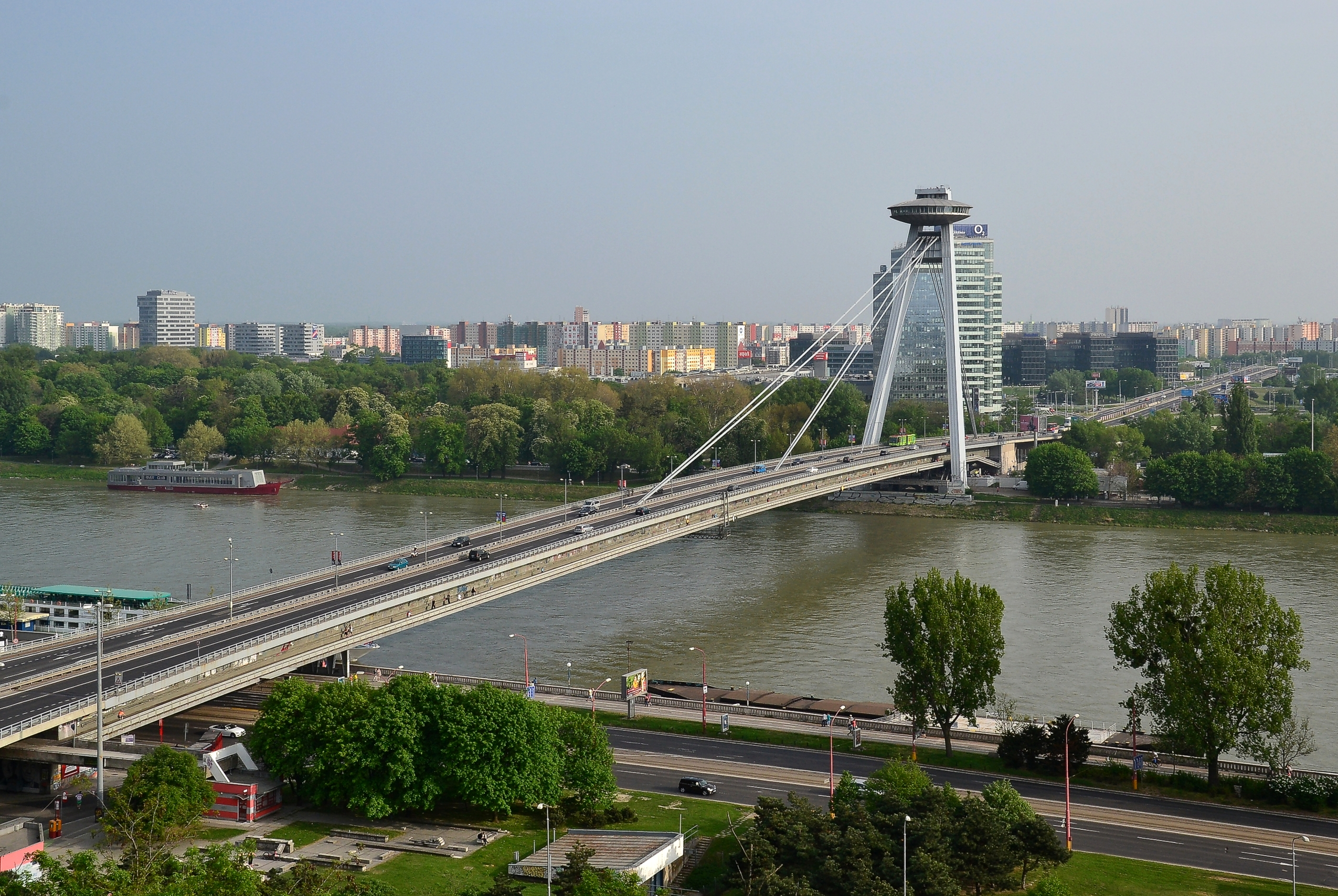
Le pont Nový Most de Bratislava et le restaurant UFO
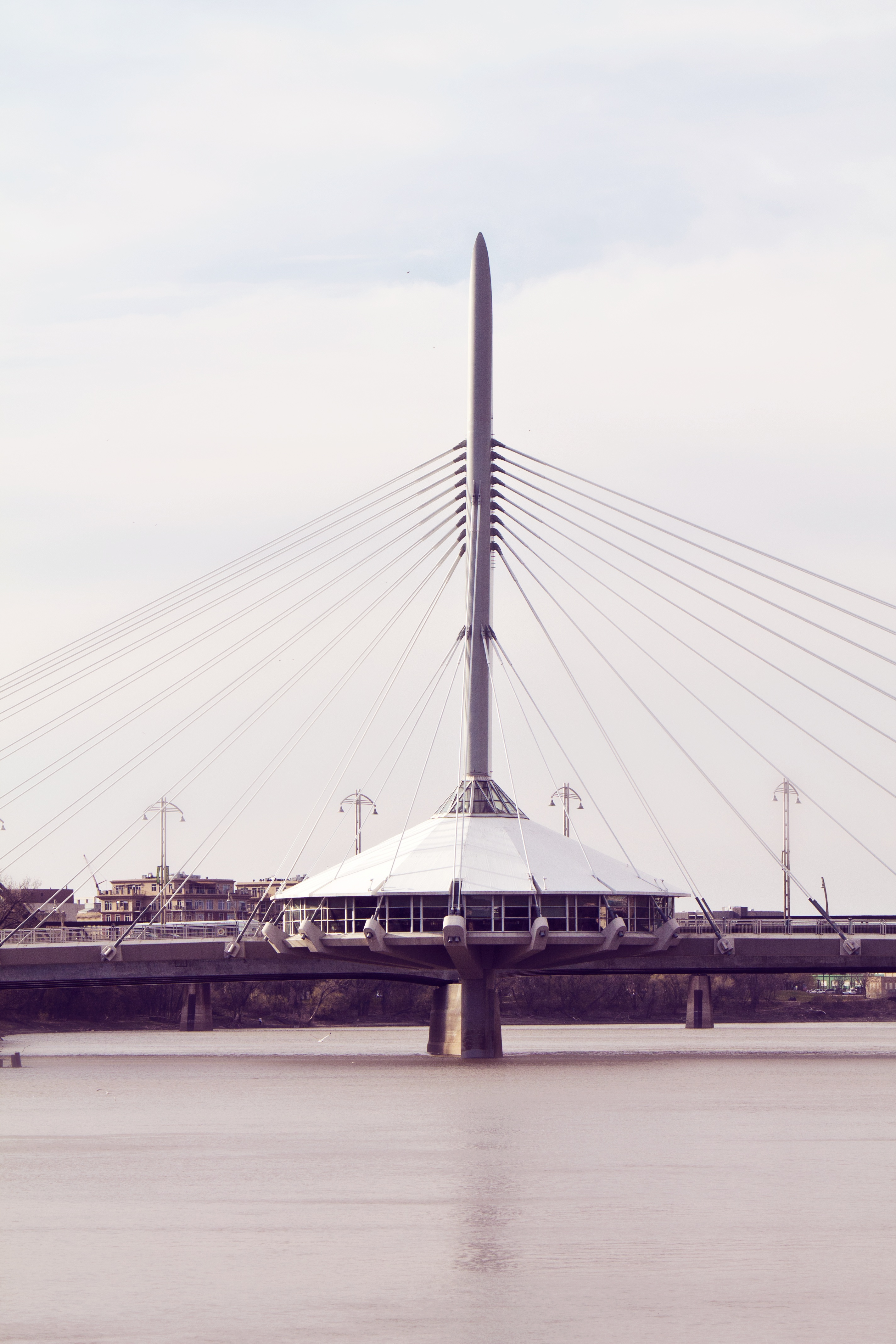
Le restaurant de l'Esplanade Riel à Winnipeg
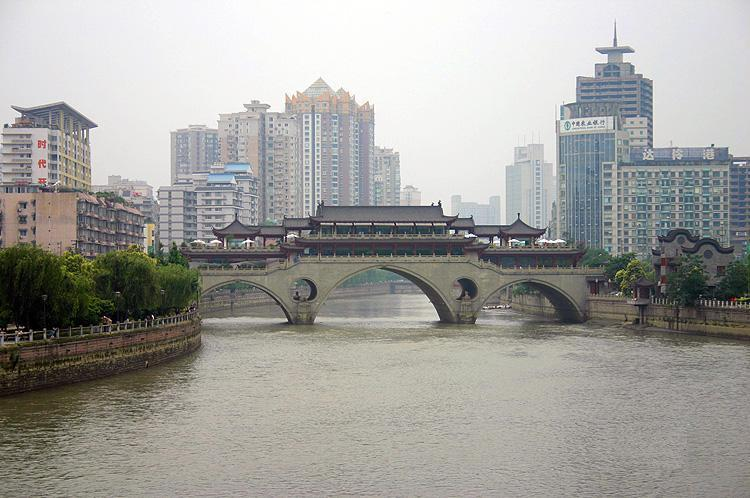
Le pont Anshun de Chengdu et le Veranda bridge restaurant
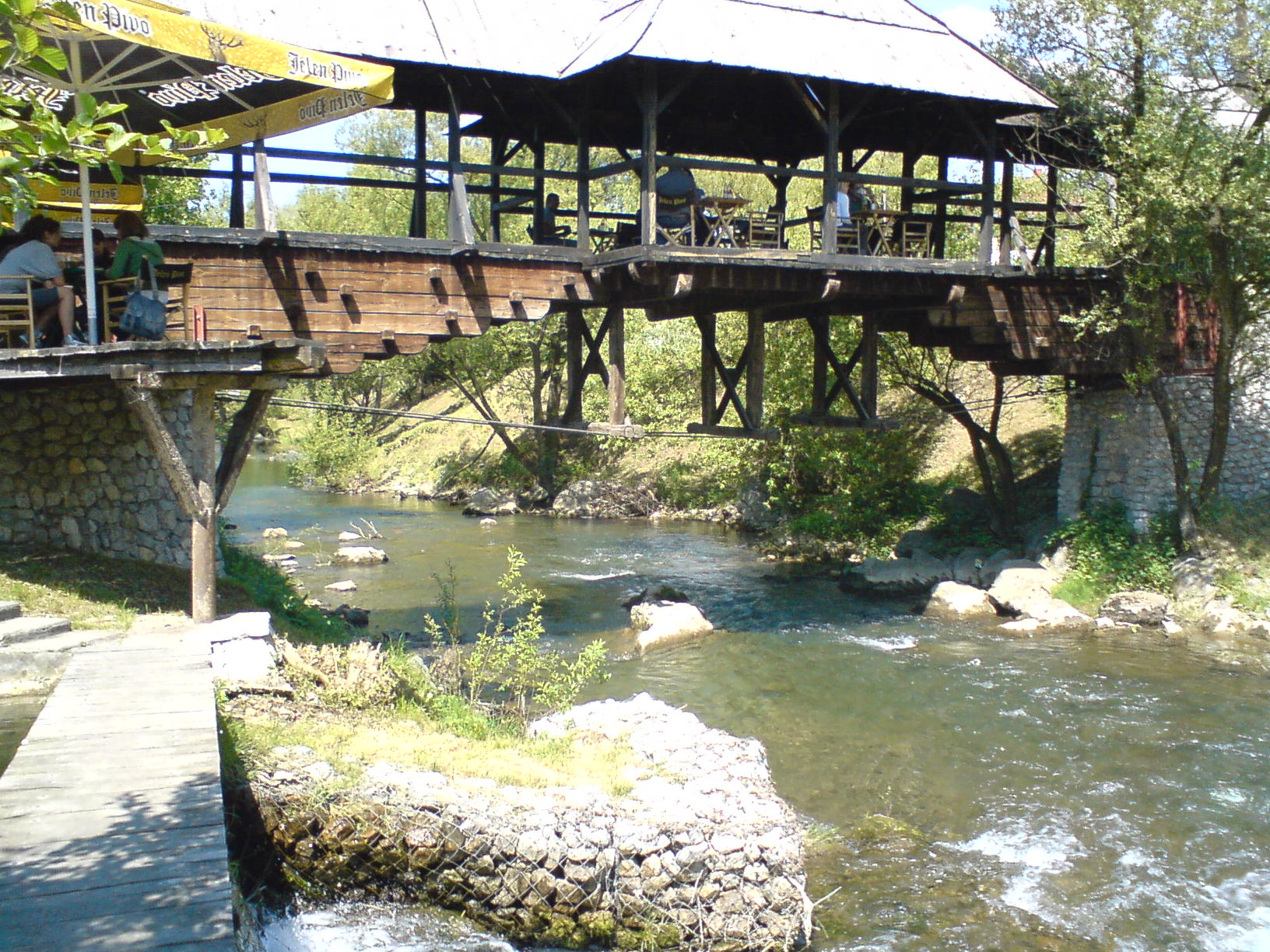
La terrasse restaurant du pont en bois de Valjevo